# Take on Me
Take on Me – pierwszy singel zespołu a-ha.
Początkowo nagrano zupełnie inną wersję tego utworu i wydano w małym nakładzie. Płyta znalazła 300 nabywców. Postanowiono dać jeszcze jedną szansę zespołowi i ich muzyce. Poprawiona wersja „Take on Me” zawojowała listy przebojów i sprawiła, że zespół stał się w roku 1985 znany na całym świecie.
W teledysku gościnnie wystąpili Philip Jackson oraz Alfie Curtis.
W 2019 roku odnowiono teledysk z oryginalnego materiału zapisanego na taśmie filmowej 35 mm i opublikowano w serwisie YouTube, dodając również rozdzielczość 4K oraz zachowując oryginalny adres klipu i pierwotną datę wydania. 17 lutego 2020 teledysk do utworu osiągnął miliard wyświetleń w serwisie YouTube, czyniąc z „Take On Me” piątym teledyskiem spośród nagranych w całym XX wieku (po „November Rain” i „Sweet Child o' Mine” Guns N' Roses, „Smells Like Teen Spirit” Nirvany i „Bohemian Rhapsody” Queen) i pierwszym skandynawskim teledyskiem, który osiągnął ten wynik.